# صموئيل جاي كيسير
صموئيل جاي كيسير (بالإنجليزية: Samuel Jay Keyser)‏‏ (ولد في 7 يوليو 1935) هو عالم لغوي نظري أمريكي، لديه دراية بتاريخ وبنية اللغة الإنجليزية وبالمناهج اللغوية للنقد الأدبي.

## سيرة شخصية
حصل الدكتور صموئيل جاي كيسر على درجة البكالوريوس في اللغة الإنجليزية من جامعة جورج واشنطن، بواشنطن العاصمة عام 1956؛ ثم حصل على درجة البكالوريوس في اللغة الإنجليزية عام 1958 (تعادل ماجستير 1962)، من كلية ميرتون، بأكسفورد، ثم على ماجستير أخرى في اللغويات، من جامعة يال، في كونيتيكت عام 1960، وحصل أيضاً على درجة الدكتوراه في اللغويات من جامعة يال عام 1962.
أستاذ متقاعد في معهد ماساتشوستس للتكنولوجيا وعضو فخري في كلية اللغويات والفلسفة، ألف العديد من الكتب والمنشورات العلمية، كما عمل أيضاً رئيساً لتحرير مجلة "Linguistic Inquiry" وزميل سابق وكيل في معهد ماساتشوستس للتكنولوجيا
بالإضافة إلى مساهماته العلمية في العديد من مجالات اللسانيات، بما في ذلك علم الأصوات والمقاييس التوليدية، والبنية المعجمية، كما أنه معروف جيداً لمحبي موسيقى الجاز في جميع أنحاء منطقة بوسطن كقائد ترومبونائي ناجح.
تزوج كيسير مارجريت هوريدج عام 1959. ثم انفصلا بعدها سنة 1993، وتزوج نانسي دين كيلي في 2001.

## روابط خارجية
- صفحة صمويل جاي كيسير على موقع لسانيات